# Hybrid Theory
Hybrid Theory va ser el primer disc d'estudi del grup californià Linkin Park.
Llançat el 24 d'octubre del 2000 es va situar com el número 1 en vendes als Estats Units i actualment ja ha venut més de 20 milions de còpies del disc arreu del món. Entre altres premis la RIAA els va guardonar amb 1 disc de diamant i 10 de platí.
Tot i tants premis i elogis, molta gent no va trobar bé la falta de llenguatge "malsonant" en el disc.
Hybrid Theory era el nom originari del grup, però van tenir uns problemes dels Drets d'Autor amb un grup del mateix nom i van canviar a Lincoln Park i finalment a Linkin Park

## Llista de cançons
1. Papercut - 3.04
2. One Step Closer - 2.35
3. With You - 3.23
4. Points of Authorithy - 3.20
5. Crawling - 3.29
6. Runaway - 3.04
7. By Myself - 3.09
8. In the end - 3.35
9. A Place for my Head - 3.05
10. Forgotten - 3.14
11. Cure For The Itch - 2.37
12. Pushing Me Away - 3.11